# Operation Eufrats sköld
Operation Eufrats sköld (turkiska: Fırat Kalkanı Harekâtı) är en turkisk militär operation i nordvästra Syrien. Den inleddes i augusti 2016 och har som mål att röja undan olika terroriststyrkor från turk-syriska gränsområden. Samtidigt stöder man arabiska oppositionsstyrkor (FSA) i Syriska inbördeskriget. Fram till i början av september har invasionsstyrkan erövrat gränsstaden Jarābulus och områden söder och väster om staden.

## Förlopp

### Bakgrund
Turkiet ser både Islamiska staten (IS) och Syriska demokratiska styrkorna (SDF) som terrorister. Bland annat vill man att SDF – som Turkiet ser som nära kopplat till PKK – inte ska fortsätta lägga under sig territorium längs med den turkiska gränsen väster om Eufrat. Operationens täcknamn "Eufrats sköld" syftar också på flodens roll som gränslinje för kurdiska ambitioner i nordvästra Syrien (där Afrin längre västerut sedan länge är under kurdisk kontroll).
Målsättningen med operationen är även att hindra IS från att utöva hot mot Turkiet från dess områden söder om den turk-syriska gränsen. IS har under 2014 och 2015 erövrat stora områden från både Syriens regim och den turkiskstödda oppositionsalliansen FSA, och Turkiet har hittills endast kunna ge militärt stöd åt FSA genom artilleribeskjutning över gränsen. Detta har i stort sett begränsat det militärt svaga FSA:s framgångar i kampen mot IS till smala landområden längs med gränsen mot Turkiet.
Under SDF:s framgångsrika offensiv att erövra regionen runt Manbij från IS fick SDF ett avgörande flygunderstöd från den USA-ledda CJTF–OIR-koalitionen. Detta har i någon mån accepterats av Turkiet mot en försäkran att SDF därefter återigen ska dra sig tillbaka öster om Eufrat.
Operationen föranleddes av ett bombdåd den 20 augusti mot ett bröllop i turkiska Gaziantep, med 54 döda. Dessutom förekom granatbeskjutning mot Karkamış (under antiken känd som Karkemisch) och raketanfall mot Kilis, två turkiska gränsorter.

### Inledning
Efter ovanstående beskjutning av Karkamış utrymde Turkiet denna gränsby. Fyra dagar senare inledde Turkiet och allierade syriska oppositionsstyrkor ur FSA en markoffensiv in på syriskt territorium, där de efter någon dag erövrade Jarābulus (någon kilometer från Karkamış) och därefter befäste området runtom staden. Offensiven mötte mycket svagt motstånd från IS-styrkor.

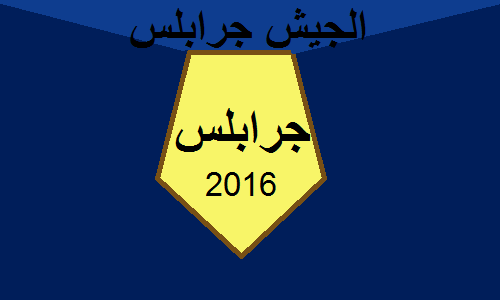
Flagga för "Jarābulus militärråd", en avknoppning av SDF med målet att även erövra Jarābulus från IS. Turkiets invasion förekom dock militärrådets planer.

Därefter fortsatte offensiven västerut (mot IS) och söderut. Söder om Jarābulus, på väg om mot Manbij, hade SDF erövrat delar av det område som de flyktade IS-styrkorna lämnat efter sig. Därmed hade invasionsstyrkorna två olika frontlinjer, med två olika motståndare – IS i väster och SDF i söder. USA hade inledningsvis assisterat med flygunderstöd i området runt och väster om Jarābulus, med i de fortsatta striderna mellan Turkiet/FSA och SDF manade USA istället de båda sidorna att rikta krafterna mot IS.
SDF-ledningen har meddelat att de börjat dra (eller helt dragit) undan sina styrkor till öster om Eufrat, samtidigt som de officiellt redan tidigare lämnat över kontrollen över Manbijområdet till ett lokalt militärråd. Den 30 augusti rapporterades om en provisorisk vapenvila mellan Turkiet/FSA och SDF, framförhandlad av USA. Invasionsstyrkorna hade så dags erövrat syriskt territorium fram till Eufrats högerbiflod Sajur (den sista sträckan efter strider mot SDF som avancerat in på före detta IS-kontrollerat territorium), drygt halvvägs från den turkiska gränsen till Manbij. Farhågor om att denna vapenvila inte kommer att hålla särskilt länge fanns dock.

### Förening av fronter
Den 3 september förde Turkiet in pansartrupper på syriskt territorium längre västerut, nära staden al-Rai. Under de kommande dagarna erövrade turkiska och FSA-styrkor den resterande delen av gränsen mot Turkiet, österut mot det redan erövrade Jarābulus.
Under den resterande delen av september har Turkiet och FSA i mer långsam takt erövrat territorium söderut, med mål att slutligen erövra den större staden al-Bab. Redan den 8 september meddelade IS att man dragit tillbaka sin militära högkvarter från staden till en mindre ort närmare ar-Raqqah.